# Örtskinn
Örtskinn (Vararia gallica) är en svampart som först beskrevs av Bourdot & Galzin, och fick sitt nu gällande namn av Boidin 1951. Örtskinn ingår i släktet Vararia och familjen Lachnocladiaceae. Arten är reproducerande i Sverige. Inga underarter finns listade i Catalogue of Life.